# شیلا رید
شیلا رید (زاده ۲۱ دسامبر ۱۹۳۷) یک هنرپیشه اسکاتلندی است که برای بازی در نقش مدج هاروی در سریال کمدی ITV بنیدورم (۲۰۰۷–۲۰۱۸) شناخته شده است. او که عضو اصلی تئاتر ملی سلطنتی در سال ۱۹۶۳ بود، نقش بیانکا را در نسخه سینمایی اتللو در سال ۱۹۶۵ با لارنس اولیویه بازی کرد. از دیگر فیلم‌های او می‌توان به برزیل (۱۹۸۵)، مهمان زمستان (۱۹۹۷) و مهار (۲۰۱۵) اشاره کرد.
رید قبلاً با جولیان کوری بازیگر ازدواج کرده بود. در ۱۱ آوریل ۲۰۰۸، پس از ۳۲ سال زندگی مشترک، او و تری بولن در یک مراسم خصوصی در لندن ازدواج کردند.

## فیلم‌شناسی

### فیلم
| سال  | عنوان                       | نقش                  | یادداشت‌ها |
| ---- | --------------------------- | -------------------- | --------- |
| ۱۹۶۵ | اوتللو                      | "بیانکا"             |           |
| ۱۹۶۵ | قتل‌های الفبا                | خانم فورتون          |           |
| ۱۹۶۷ | یک پروانه در گوشش           | آنتونی پلوچ          |           |
| ۱۹۷۰ | سه خواهر                    | ناتاشا               |           |
| ۱۹۷۱ | لمس                         | سارا کوواک           | [ ۱ ]     |
| ۱۹۷۲ | من میخوام چیزی که میخوام    | ژوئن                 |           |
| ۱۹۷۲ | زپگ                         | ماری هریک            |           |
| ۱۹۸۰ | سر هنری در پایگاه راولینسون | لیدی فلوری راولینسون |           |
| ۱۹۸۲ | پنج روز یک تابستان          | گیلین پیرس           |           |
| ۱۹۸۲ | اتاق سیاه                   | عاشق زن              |           |
| ۱۹۸۳ | لباس پوش                    | لیدیا گیبسون         |           |
| ۱۹۸۵ | برزیل                       | خانم باتل            |           |
| ۱۹۸۷ | عاطفهٔ تنهایی ی جودیت هرن    | خانم "فریل"          |           |
| ۱۹۹۰ | اتاق                        | مادر جیک             |           |
| ۱۹۹۱ | دوستان آمریکایی             | خانم ویکس            |           |
| ۱۹۹۵ | قطار وحشیانه                | ورا موسل             |           |
| ۱۹۹۷ | مهمان زمستانی               | لیلی                 |           |
| ۱۹۹۷ | مردی که خیلی کم می‌دانست     | زن با کلاه س. اس     |           |
| ۱۹۹۸ | هنوز دیوانه                 | خانم باگوت           |           |
| ۱۹۹۹ | سفر فلیسیا                  | آیرس                 |           |
| ۲۰۰۲ | جنگ آبشار خانم کلدیکو       | جویس                 |           |
| ۲۰۰۴ | یک آهنگ کریسمس: موزیکال     | خانم مپس             |           |
| ۲۰۰۷ | اتاقی با منظره              | خانم آلن             |           |
| ۲۰۰۸ | -بله .                      | خانم کوتس            |           |
| ۲۰۱۵ | بازداشت                     | اِنِد                  |           |
| ۲۰۱۵ | فیلم آموزش بد               | مارگوت               |           |
| ۲۰۱۶ | ارتفاع‌های هالکیون           | مادربزرگ             |           |
| ۲۰۲۰ | مرد کلاه دار                | زن پیر               |           |
| ۲۰۲۳ | عشق بدون دیوار              | جینی بینکس           |           |

### تلویزیون
| سال        | عنوان                        | نقش                        | یادداشت‌ها                          |
| ---------- | ---------------------------- | -------------------------- | ---------------------------------- |
| ۱۹۶۰       | داستان درون                  | جان                        | قسمت: "پنجده سال تنهایی"           |
| ۱۹۶۰       | تئاتر صندلی                  | دستیار کتابخانه            | قسمت: "آقا هیچ کس"                 |
| ۱۹۶۲       | داستان‌های اسرار              | جسیکا                      | قسمت: "جادو چینی"                  |
| ۱۹۶۴       | ماشین‌های Z                   | مورین استرنگفلو            | قسمت: "مشی در کنار شن"             |
| ۱۹۶۴       | داستان عشق                   | خانم واتسون                | قسمت: "زرگش دادن خانم واتسون"      |
| ۱۹۶۶       | هر در رو بزن                 | سو برتون                   | قسمت: "یکشنبه در آینده"            |
| ۱۹۶۶       | داستان عشق                   | دختره                      | قسمت: "مرد در خواب پسر"            |
| ۱۹۶۷       | تئاتر ۶۲۵                    | ماویس                      | قسمت: "سال‌های گمشدهٔ براین هوپر"    |
| ۱۹۷۰       | تئاتر شب یکشنبه ITV          | ماریا                      | قسمت: "شب دوازدهم"                 |
| ۱۹۷۱       | اوون، دکتر                   | خانم شاکلز                 | دو قسمت                            |
| ۱۹۷۲       | تئاتر سی دقیقه ای            | خانم بری                   | قسمت: "و برای ترفند بعدی من"       |
| ۱۹۷۳       | عدالت                        | مادج                       | قسمت: "تمام حقیقت؟"                |
| ۱۹۷۳       | اوون، دکتر                   | میبل سیمپسون               | دو قسمت                            |
| ۱۹۷۸, ۱۹۹۰ | همه موجودات بزرگ و کوچک      | خانم دوناوان               | دو قسمت                            |
| ۱۹۷۸       | سوینی                        | دورین هاسکینز              | قسمت: قربانیان                     |
| ۱۹۸۰       | فلک کردن                     | لیلی بریور                 | تمام ۶ قسمت                        |
| ۱۹۸۱       | جایی بیشتر مرکزی             | پات                        | فیلم تلویزیونی                     |
| ۱۹۸۱       | گم شو                        | خانم لانگلی                | تمام ۴ قسمت                        |
| ۱۹۸۲       | شهرت انگیزه است              | خانم ریرسون                | ۴ قسمت                             |
| ۱۹۸۳       | پیش روی خانه                 | هیلدا                      | قسمت: "در کفش‌هایم راه بیایید"      |
| ۱۹۸۳       | در مساحت جو کای شلیک         | کتی                        | فیلم تلویزیونی                     |
| ۱۹۸۳       | فرودگاه                      | مادر بیسی                  | فیلم تلویزیونی                     |
| ۱۹۸۳       | سلاح‌های کشاورز               | خانم "رایس"                | فیلم تلویزیونی                     |
| ۱۹۸۳       | "به نظرم خوب بود"            | پاتیسی                     | قسمت: "فکرهای خانه از خارج"        |
| ۱۹۸۴       | افق                          | خانم هیوز                  | قسمت: "مرد اطلاعات"                |
| ۱۹۸۴       | معجزه‌ها مدت بیشتری طول می‌کشد | خانم هوک                   | دو قسمت                            |
| ۱۹۸۵       | دکتر هو                      | ایتا                       | قسمت: "انتقام بر واروس"            |
| ۱۹۸۶       | ریپل ریسبری                  | آلیس                       | فیلم تلویزیونی                     |
| ۱۹۸۷       | هرگز نگوی مرگ                | زن در خیابان               | قسمت: ۱٫۲                          |
| ۱۹۹۰       | جاده تیگو                    | بریجیت اوکیسی              | قسمت: ۱٫۲                          |
| ۱۹۹۳       | تو، من و اون                 | بتی                        | دو قسمت                            |
| ۱۹۹۳       | تاگارت                       | جسی فریزر                  | ۳ قسمت                             |
| ۱۹۹۳       | ۱۵: زندگی و مرگ فیلیپ نایت   | دکتر الیزابت پرری          | فیلم تلویزیونی                     |
| ۱۹۹۵       | سفرهای اولیور                | ایلین                      | قسمت: "آیا ما اینطوری شبیه هستیم؟" |
| ۱۹۹۵       | شکارچیان ارواح شرق فنچلی     | هیلدا                      | ۶ قسمت                             |
| ۱۹۹۵       | دکتر فینلی                   | تیلدا مک لین               | قسمت: "وقت قهرمانان نیست"          |
| ۱۹۹۸       | زندگی شگفت‌انگیزی من          | خانم مک انتییر             | قسمت: "خاتم"                       |
| ۱۹۹۸       | جایی که قلب است              | ادیت وودفورد               | قسمت: "شاید ادامه بده"             |
| ۱۹۹۹       | قانون                        | "کلیر"                     | دو قسمت                            |
| ۲۰۰۰       | خوابنده                      | خانم فیتزال                | فیلم تلویزیونی                     |
| ۲۰۰۱       | دکترها                       | لوئیس کنگستون              | قسمت: "از گذشته بازنشسته شدن"      |
| ۲۰۰۲       | پادشاه گلن                   | پادشای آلیس                | قسمت ۴:                            |
| ۲۰۰۳       | قتل‌های میدمیر                | خانم متکلف                 | قسمت: "با خون رنگ شده"             |
| ۲۰۰۵       | تلفات                        | سینتیا هولیس               | قسمت: "آب‌های عمیق"                 |
| ۲۰۰۶       | بازی بعد از ظهر              | ادیت                       | قسمت: "مادر شما باید بداند"        |
| ۲۰۰۶       | دریا روح‌ها                   | "آگ" خدمتکار خونه          | قسمت: "خالی خبری"                  |
| ۲۰۰۶       | قانون                        | اودری تورپ                 | قسمت: "تقریبا انسان"               |
| ۲۰۰۷–۲۰۱۸  | بنیدورم                      | مادج هاروی همسر بمب افکن‌ها | ۴۵ قسمت                            |
| ۲۰۰۸       | استخوان‌ها                    | پیج بونهام                 | قسمت: "انک‌ها در انگلستان"          |
| ۲۰۰۸       | مکان اعدام                   | ما لوماس                   | ۳ قسمت                             |
| ۲۰۰۹       | دکترها                       | ایوی براونلو               | قسمت: "شما مردم"                   |
| ۲۰۰۹       | شهر هولبی                    | ایولین مکونیکل             | قسمت: "ثقة"                        |
| ۲۰۰۹       | تئاتر زنده!                  | نورا                       | قسمت: "فکر دور"                    |
| ۲۰۱۰       | تلفات                        | لورتا پارک                 | قسمت: "در سیاه"                    |
| ۲۰۰۹, ۲۰۱۱ | "پسیچویل"                    | مادربزرگ                   | دو قسمت                            |
| ۲۰۱۱       | عدالت                        | آلیس                       | دو قسمت                            |
| ۲۰۱۱       | دکترها                       | اینا مکفی                  | قسمت: "روز رو بگیر"                |
| ۲۰۱۱       | تاریخچه پرونده‌ها             | خانم مک دونالد             | دو قسمت                            |
| ۲۰۱۲–۲۰۱۴  | "پسیکو"                      | انواع مختلف                | ۵ قسمت                             |
| ۲۰۱۲       | به ماما زنگ بزن              | خانم جینکینز               | قسمت: "خصوصی کریسمس"               |
| ۲۰۱۲       | یک کرسمس کورری               | افسر پلیس                  | فیلم تلویزیونی                     |
| ۲۰۱۳       | باب خدمتکار مستقل            | مارگو خدمتکار              | قسمت: " رسانه‌ها "                  |
| ۲۰۱۳, ۲۰۱۴ | دکتر هو                      | مادربزرگ                   | دو قسمت                            |
| ۲۰۱۴       | دکترها                       | "سید دالموند"              | قسمت: "سیدز بلوز"                  |
| ۲۰۱۴       | بزهای کوهستانی               | لیدی کارنسورث              | قسمت: "جبل میلر"                   |
| ۲۰۱۴       | تلفات                        | گوان مورگان                | قسمت: "به فرستنده برگرد"           |
| ۲۰۱۵       | پدر براون                    | لیدی اِدنا فوربس- لیث       | قسمت: "حقیقت در شراب"              |
| ۲۰۱۵       | پیپو                         | ماگدا                      | قسمت: "انتقاد شخصی"                |
| ۲۰۱۶       | تلفات                        | شیلا بابینز                | قسمت: "کراهت دانشجو"               |
| ۲۰۱۷       | شورت‌های کمدی هالووین         | لوسی                       | قسمت: "یک معامله"                  |
| ۲۰۱۷       | قتل در اکسپرس بلیک بول       | میلدرد                     | فیلم تلویزیونی                     |
| ۲۰۱۸       | انسان‌ها                      | آیرس                       | قسمت: ۳٫۵                          |
| ۲۰۱۸       | مرگ در تاین                  | میلدرد                     | فیلم تلویزیونی                     |
| ۲۰۱۹       | شماره M برای میدلسبرو        | میلدرد                     | فیلم تلویزیونی                     |
| ۲۰۲۰       | دکترها                       | "سو سریع" برجیس            | قسمت: "با هم زمان"                 |
| ۲۰۲۰       | از ذهنش خارج شد              | خانم پاسخ                  | قسمت: "زندگی من اوفا"              |
| ۲۰۲۲       | پسران بزرگ                   | آیرس                       | ۳ قسمت                             |
| ۲۰۲۳       | سرزمین رؤیاها                | نانو                       | تمام ۶ قسمت                        |
| ۲۰۲۳       | داخل شماره ۹                 | مولی                       | قسمت: "آخرین آخر هفته"             |
| ۲۰۲۳       | قدرت پارکر                   | گلیدیز                     | تمام ۶ قسمت                        |
| ۲۰۲۳       | جسد                          | بارونس آنتونیا گارنر       | قسمت: "همه چیز در زمان مناسب"      |
| ۲۰۲۳       | فراتر از بهشت                | کاتلین جونز                | قسمت: "خصوصی کریسمس"               |